# Tadas Klimavičius
Tadas Klimavičius (Kaunas, 10 de outubro de 1982) é um basquetebolista profissional lituano, atualmente joga no Neptūnas Klaipeda.